# Fly-High
Fly-High es el tercer álbum sencillo en japonés del grupo femenino surcoreano Kep1er. Fue lanzado por Sony Music Japan, Wake One Entertainment y Swing Entertainment el 22 de noviembre de 2023. El álbum en su edición regular contiene cuatro canciones, incluido el sencillo principal titulado «Grand Prix».

## Antecedentes y lanzamiento
El 9 de octubre de 2023, Wake One Entertainment y Sony Music Japan anunciaron que Kep1er lanzaría su tercer sencillo japonés titulado Fly-High el 22 de noviembre del mismo, tras su segundo álbum japonés titulado Fly-By. Se anunció además que su sencillo principal llevaría por título «Grand Prix», ha ser lanzado junto con el nuevo trabajo musical. El álbum contendrá adicionalmente la versión en japonés de sus dos anteriores sencillos coreanos ,«Giddy» y «Galileo», además de un lado B titulado «Sugar».
El 31 de octubre de 2023 fue publicado un medley con adelantos de las cuatro canciones que componen el álbum sencillo.

## Lista de canciones
| Descarga digital |                              |                                                  | |                                   |          |  |
| N.º              | Título                       | Letras                                           | Música                                                                                                 | Arreglos                          | Duración |  |
| 1.               | «Grand Prix»                 | Rose Blueming, Yu Sena, Hiyori Nara              | Geek Boy Al Swettenham, Caroline Gustavsson, Kyler Niko                                                | Geek Boy Al Swettenham            | 3:07     |  |
| 2.               | «Sugar»                      | Hiyori Nara                                      | Matthew Tishler, Cozi Zuehlsdorff                                                                      | Matthew Tishler, Cozi Zuehlsdorff | 2:34     |  |
| 3.               | «Galileo» (japanese version) | Yu Sena, Rose Blueming, Kana Koizumi, Seo Ji Eum | Yejune Synn (SNNNY), Josh Fountain, Lauren Aquilina, Marcus Andersson, HERO (SNNNY), DEENO (SNNNY)     | SNNNY, Josh Fountain              | 3:09     |  |
| 4.               | «Giddy» (japanese version)   | Hiyori Nara, Hwang Yoo Bin                       | STAINBOYS, Alina Smith, Elli Moore, Farrago, J-Hype, Anna Timgren, Charlotte Wilson, JJean, Isa Guerra | STAINBOYS                         | 3:04     |  |
| 11:56            |                              |                                                  | |                                   |          |  |

## Historial de lanzamiento
| País  | Fecha                   | Formato                         | Sello                                                         |
| ----- | ----------------------- | ------------------------------- | ------------------------------------------------------------- |
| Japón | 22 de noviembre de 2023 | CD, descarga digital, streaming | Sony Music Japan, Wake One Entertainment, Swing Entertainment |